# Partido Redes
Redes de Respuesta de Cambios Comunitarios (REDES) es un partido político venezolano de izquierda de carácter chavista, contrario a la administración de Nicolás Maduro, fundado por el dirigente político Juan Barreto.
REDES está integrado por más de 2000 organizaciones colectivas y populares, además de ser los mayores propulsores del colectivo Alexis Vive.[cita requerida]
En la actualidad no está habilitado para participar en elecciones.

## Características
REDES se autoidentifica como un instrumento que busca la profundización de un socialismo ecológico, democrático, no burocrático, y libertario. Asimismo, REDES define el socialismo como «el proyecto de la libertad (...) para autogobernarse autonomamente [sic]».
Asimismo, REDES se define como una «fuerza despolarizadora» que pretende transcender los intereses de las «élites que dominan» la política venezolana. De igual manera, ante la crisis que padece Venezuela desde 2013, son partidarios de una «una salida pacífica, negociada, acordada, constitucional y a favor de los intereses del pueblo».

## Historia
Para las elecciones presidenciales de Venezuela de 2006, REDES apoyó la candidatura de Hugo Chávez.[cita requerida] En esta elección el partido aportó 9233 votos.
Apoyó con su tarjeta al candidato opositor Antonio Ledezma para Alcalde del Distrito Metropolitano de Caracas en 2008, elección que le ganó en esa ocasión al candidato del Partido Socialista Unido de Venezuela, Aristóbulo Istúriz. REDES le aportó a Ledezma 7.012 votos de los 722.822 con los cuales ganó. En el estado Anzoátegui apoyó al candidato Benjamín Rausseo del partido PIEDRA, aportándole 733 votos de los 18.879 que obtuvo la candidatura.
En las parlamentarias de 2010, Edita Pérez se postula a la Asamblea Nacional, obteniendo 762 votos.
Para las elecciones presidenciales de 2012, todavía bajo el liderazgo de Edita Pérez, REDES apoya nuevamente la candidatura de Hugo Chávez.[cita requerida] En la elección de 2012 aportan a Hugo Chávez 198.118 votos (1,33 %), consolidándose como la cuarta fuerza dentro del Gran Polo Patriótico. Después del fallecimiento de Chávez el 5 de marzo de 2013, deciden apoyar a su sucesor, Nicolás Maduro en las elecciones presidenciales del 14 de abril, aportando 94.285 (0,62 %), menos votos que la elección anterior.
Tras el proceso de revalidación de partidos políticos en 2017, el Consejo Nacional Electoral (CNE) informó que el partido REDES no fue revalidado y, según Barreto, este ente no ofreció motivos. Asimismo, ese mismo año REDES se encontraba en reuniones con el Partido Comunista de Venezuela y con Patria Para Todos con la finalidad de consolidar una posible coalición política de izquierda crítica con el gobierno de Maduro.[cita requerida]
En 2018 Marcos del Jesús Padovani, asumió la curul como diputado suplente ante la Asamblea Nacional; sin embargo, no se integró a la bancada del GPPSB, sino al Bloque de Parlamentarios Socialistas, formado por chavistas disidentes.
A pesar no estar legalizado, en julio de 2020 Juan Barreto anunció que REDES formaría alianza para las elecciones parlamentarias de ese año con el partido socialdemócrata Soluciones para Venezuela liderado por Claudio Fermín, el cual sí posee tarjeta legalizada.
El 21 de junio de 2021, Juan Barreto en representación de REDES solicitó al Consejo Nacional Electoral el reconocimiento de su partido para poder participar en las elecciones regionales de dicho año.[cita requerida]
En 2024, el partido anunció que apoyaría a Enrique Márquez. Inicialmente, el partido apoyaría a Benjamín Rausseo, sin embargo, le quitaría el apoyo, alegando que Rausseo esta "ausente del proceso electoral", así como también por diferencias ideológicas. 

## Resultados electorales

### Elecciones presidenciales
|  | 0,08 % |

|  | 62,85 % |

|  | 1,33 % |

|  | 55,07 % |

|  | 0,62 % |

|  | 50,61 % |

|  | 0,24 % |

### Elecciones parlamentarias
| Año  | Votos                                   | %                                       | Diputados    | +/-          |              |
| ---- | --------------------------------------- | --------------------------------------- | ------------ | ------------ | ------------ |
| 2010 | 12 713                                  | \| \| 0,1 % \|                          | 0/165        | Sin cambios  |              |
| 2015 | No participa                            | No participa                            | No participa | No participa | No participa |
| 2020 | Participa bajo la tarjeta de Soluciones | Participa bajo la tarjeta de Soluciones | 0/277        | Sin cambios  |              |
|      | 0,1 %                                   |                                         |              |              |              |